# Steve Anderhub
Steve Anderhub, född den 12 juli 1970 i Luzern, Schweiz, är en schweizisk bobåkare.
Han tog OS-silver i herrarnas tvåmanna i samband med de olympiska bobtävlingarna 2002 i Salt Lake City.